# Полуяново (Тверская область)
Полуяново — деревня в Торопецком районе Тверской области. Входит в состав Плоскошского сельского поселения.

## География
Находится в западной части Тверской области на расстоянии приблизительно 47 км на север-северо-запад по прямой от районного центра города Торопец.

## История
В 1877 году здесь (деревня Холмского уезда Псковской губернии) был учтен 1 двор.

## Население
Численность населения: 11 человек (1877 год), 8 (русские 100 %) в 2002 году, 5 в 2010.